# 賞機景點

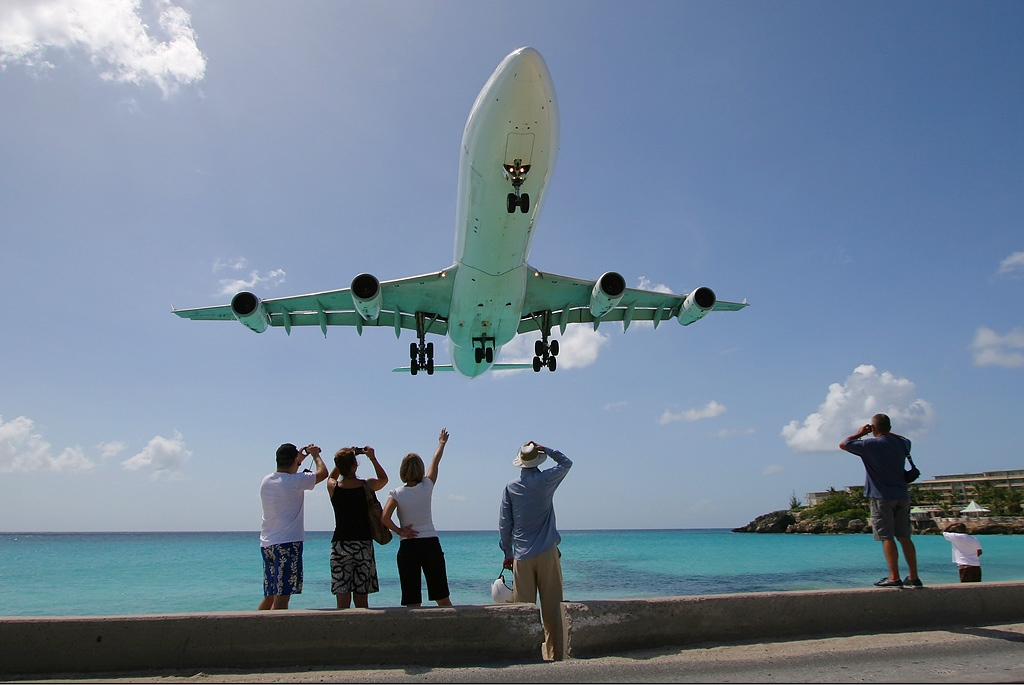
世界知名的賞機景點-加勒比海聖馬丁島

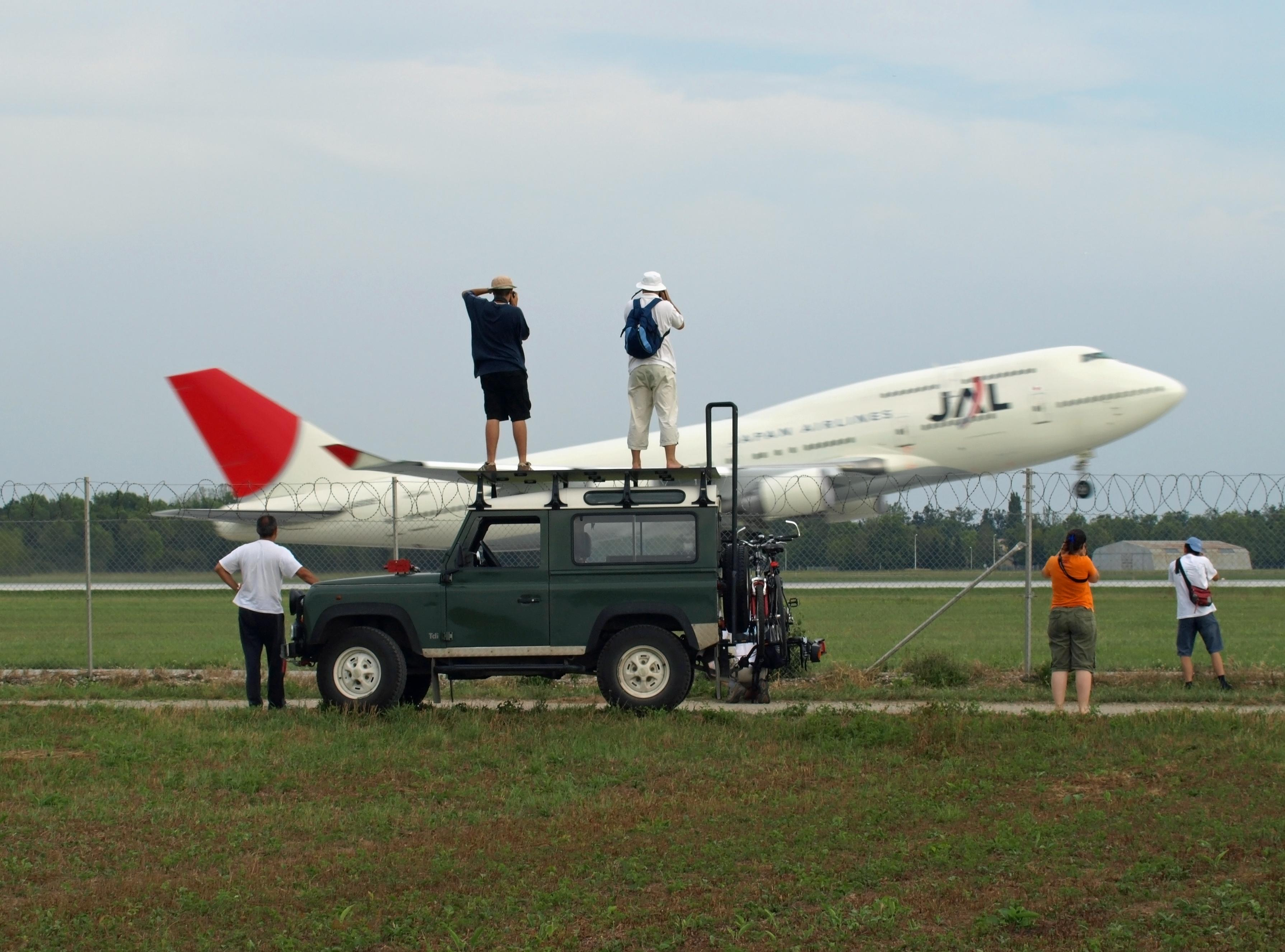
克羅埃西亞-札格雷布機場的航空攝影者

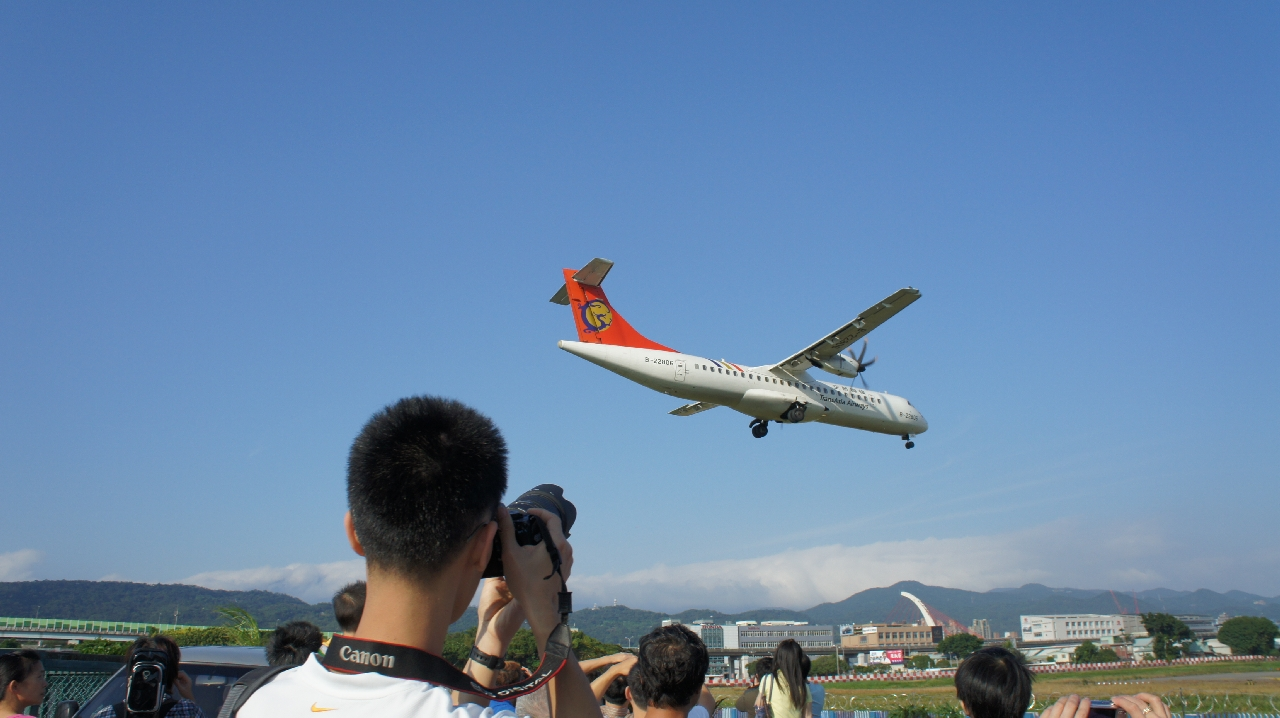
於台北濱江街180巷賞機的民眾

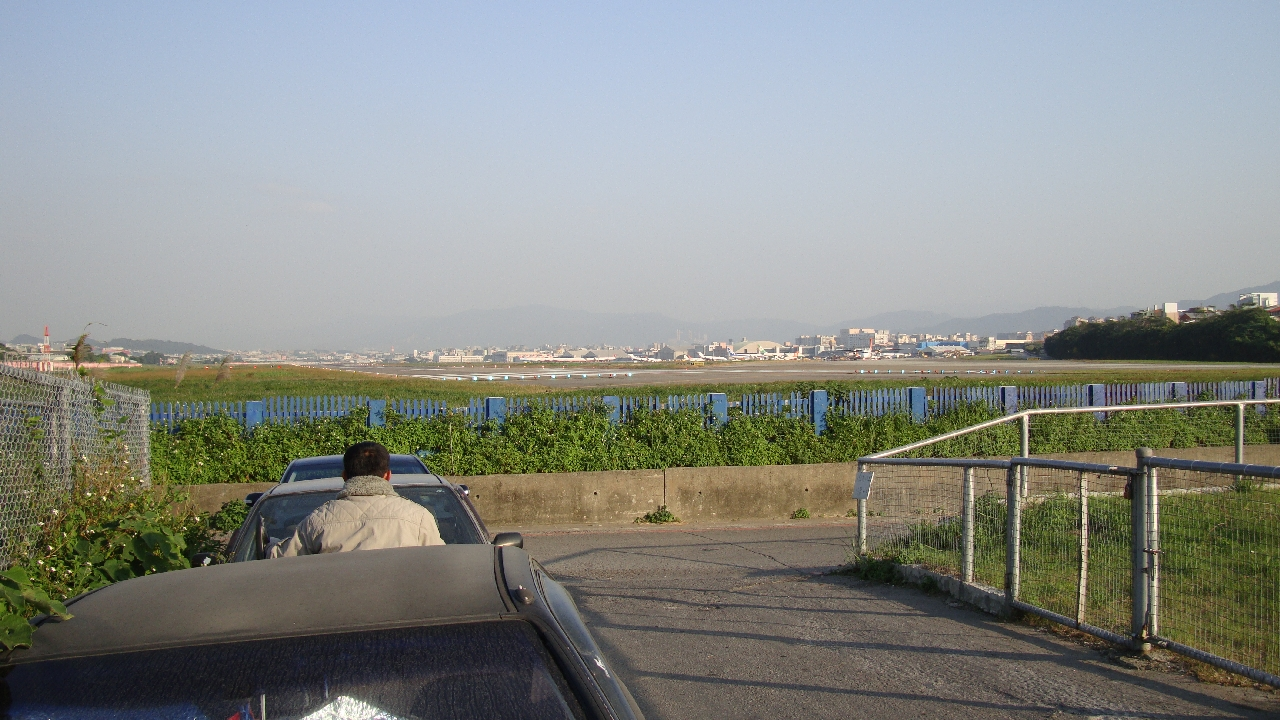
台北最有名的濱江街180巷飛機巷

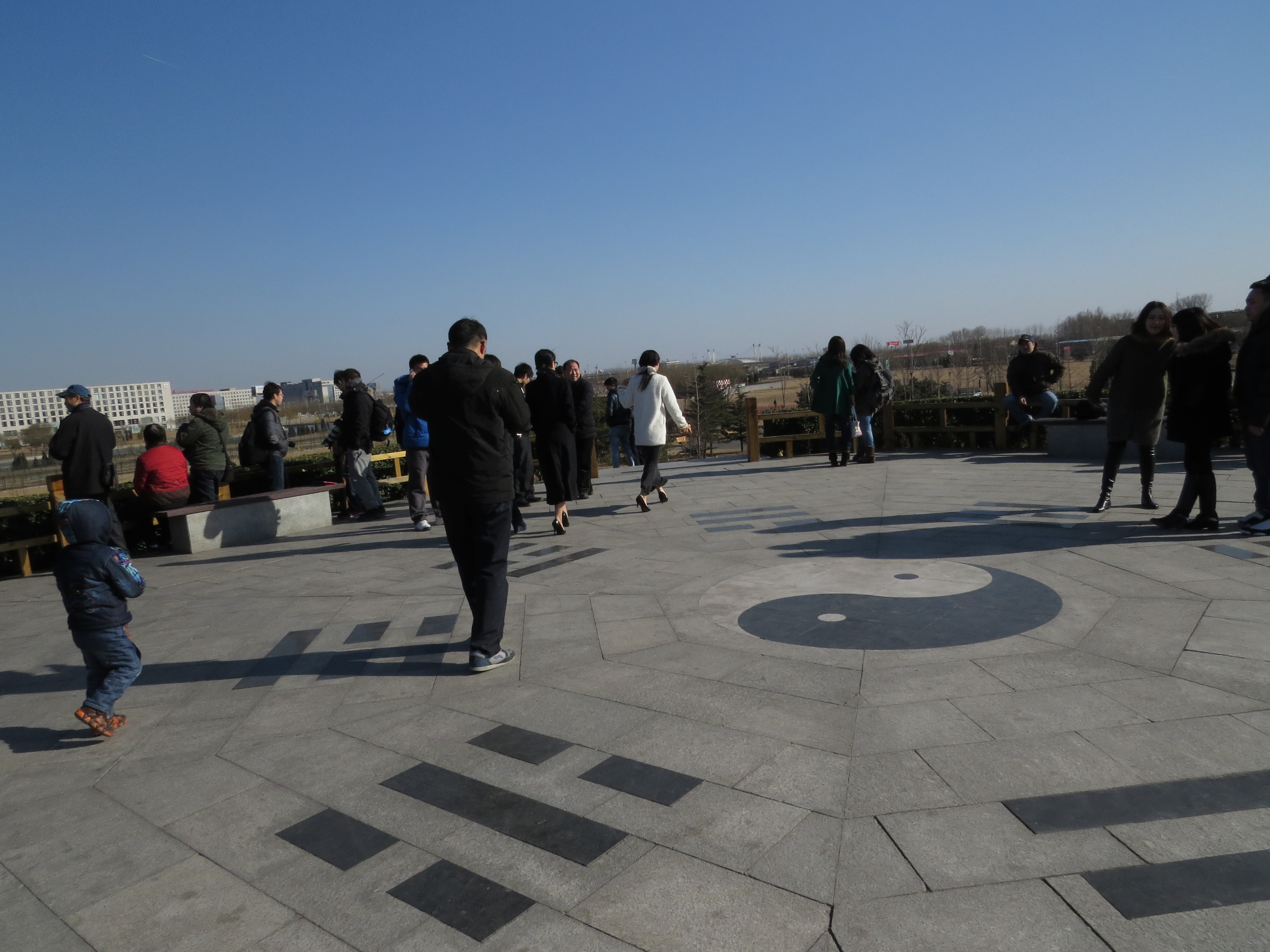
北京首都国际机场外的觀景台

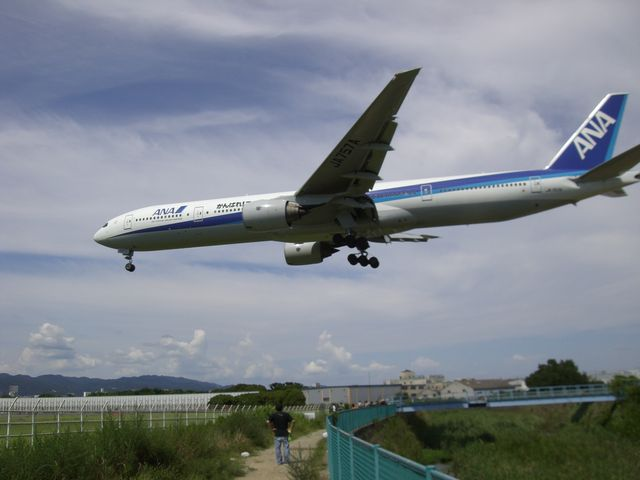
日本的飛機巷，大阪伊丹市千里川土手

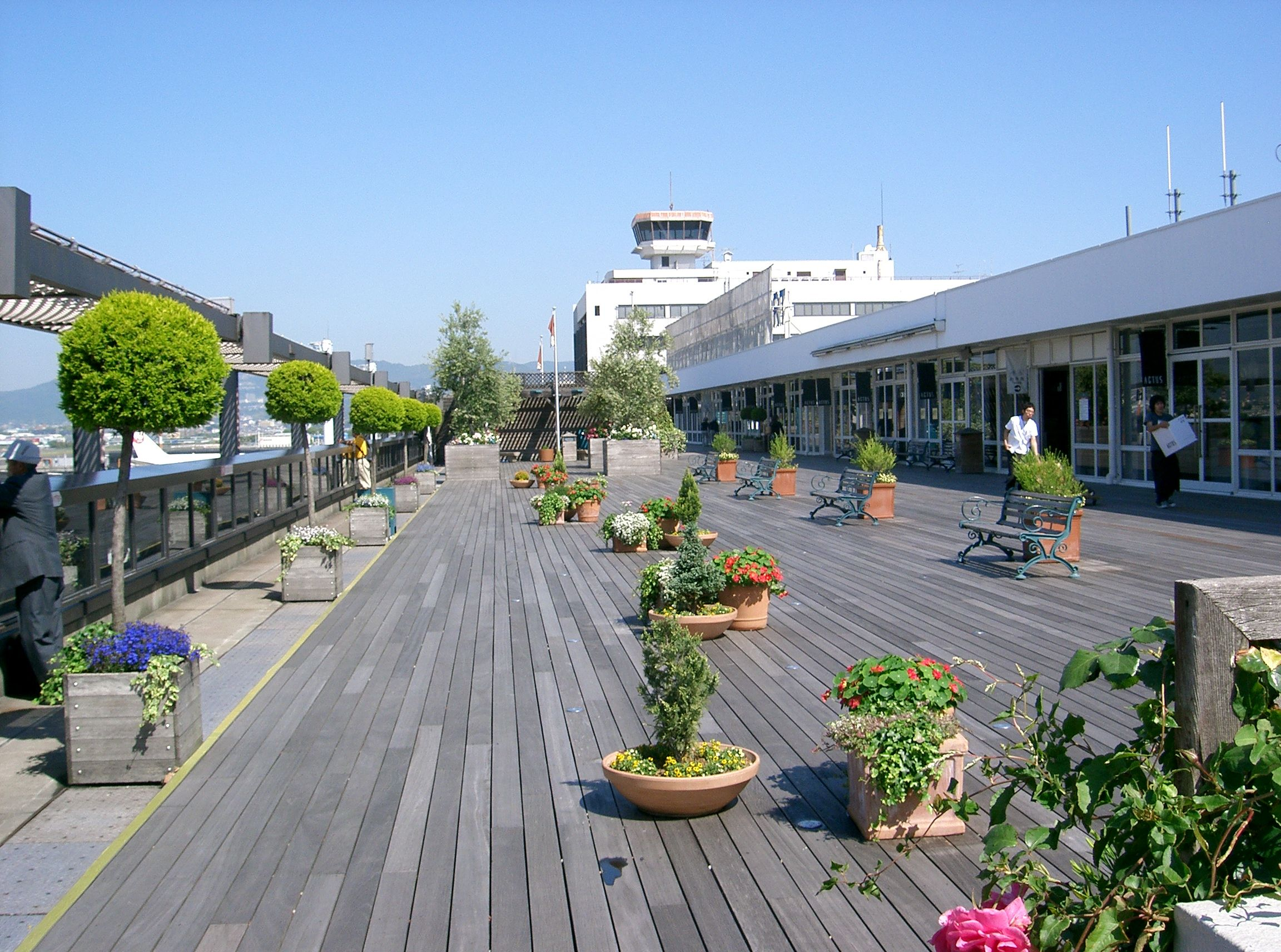
日本的大阪伊丹機場觀景台

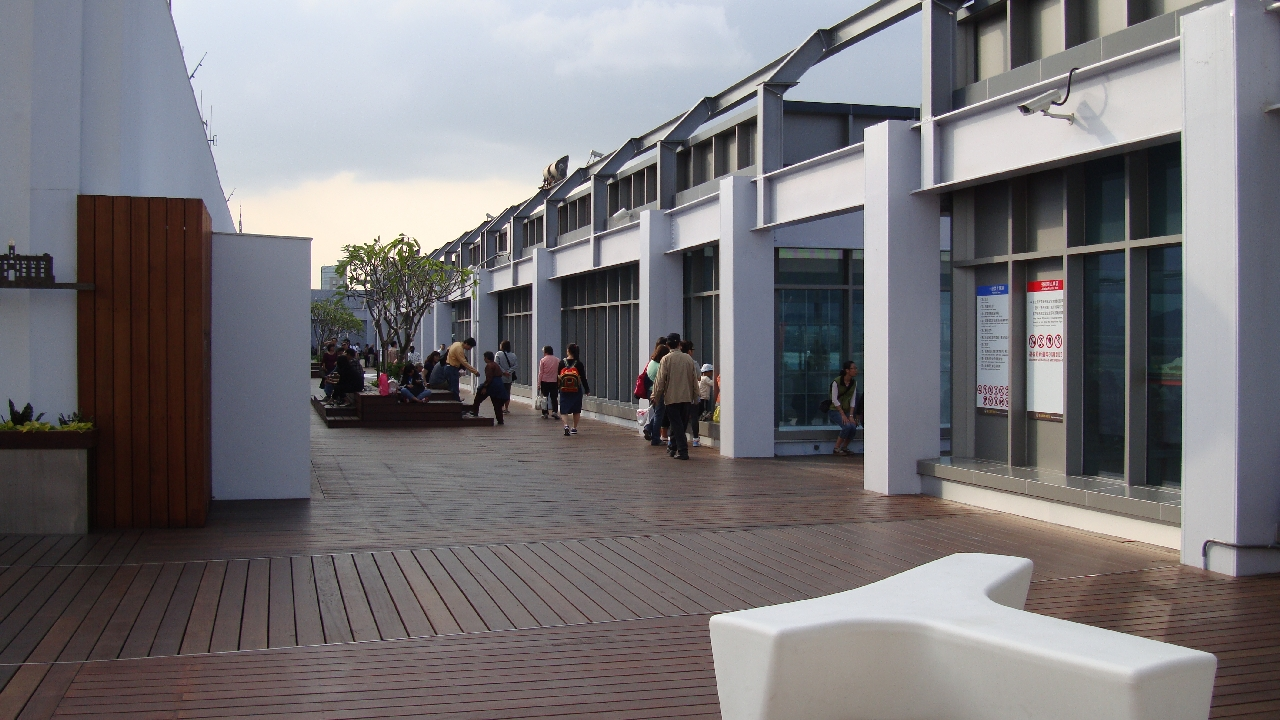
臺灣臺北松山機場二航廈觀景台

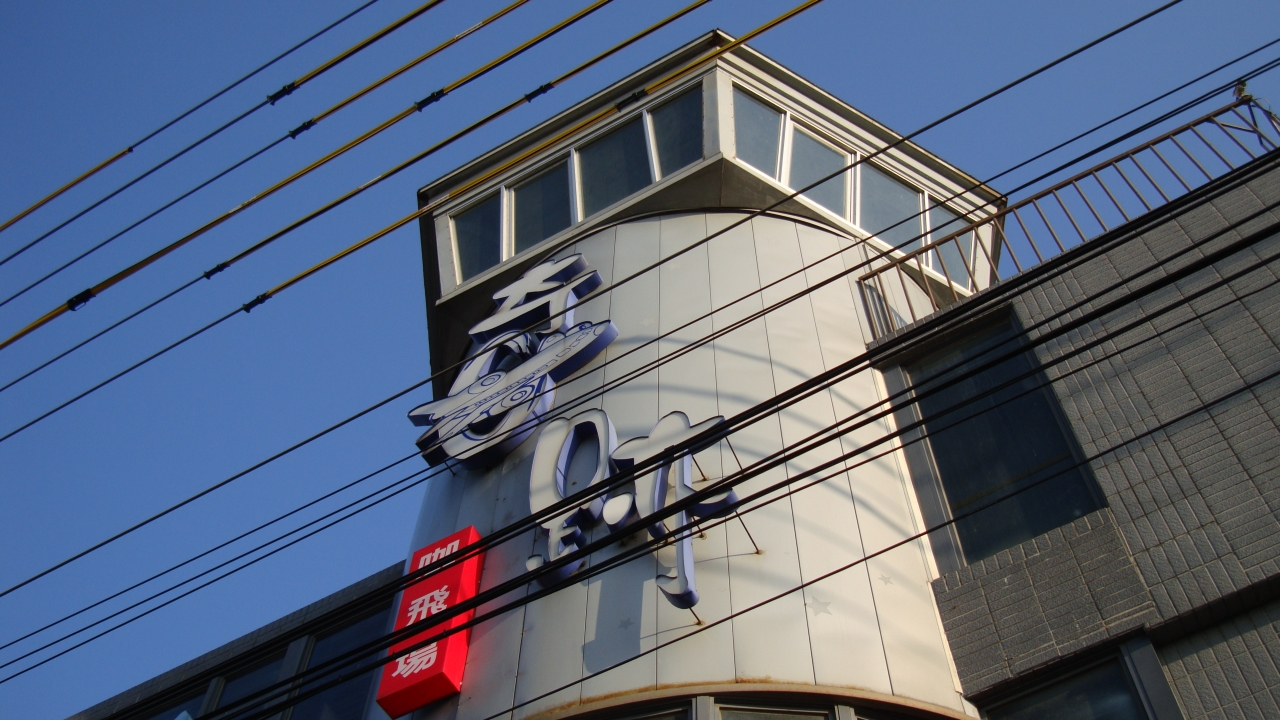
臺灣桃園市大園區的奇跡咖飛場

賞機景點，又称“拍机圣地”，是指能夠讓讓特定人群（例如航空迷）透過觀看或拍攝民用或是軍用航空器的起飛或降落以及機場滑行道上滑行或於機場停機坪進行相關作業等過程而設立的專屬地區或空間。
賞機景點所在地和分佈範圍很廣，地點亦多樣化，不限於機場內部，在世界各大型國際線和國內線民用機場的週邊地區亦有許多專屬的賞機景點，部分的賞機景點並非由公家單位所設置，也有私人自行建置的賞機景點，有鑑於各種拍照及攝影器材的普及和網際網路上各種旅遊部落格及旅遊新聞等媒體之針對賞機景點之相關介紹越來越多，有許多原先單純只是供飛機攝影愛好者所利用的賞機景點，實際上已經成為假日時民眾出外旅遊時的觀光或約會景點。

## 定義
如同觀賞自然界鳥類生態的賞鳥景點一樣皆是分佈於鳥類過冬地或棲息地的週遭以利觀賞其生態，賞機景點基本上也都不會離航空器出現頻率最高的機場區域太遠，賞機景點可以是機場航站設施中的其中一塊專屬區域或是開放空間，通常各大機場所設置的賞機景點稱之為機場觀景台，其特點皆是設置於機場航廈的最頂層或是視野最佳的週邊區域。
而一些距離機場範圍較近的的商務旅館或是大型飯店亦會將其特定之樓層改裝成為民間版的機場觀景台供住宿的客人們使用，也有一些是離機場很近或根本就在機場圍籬旁邊的民宅，因其先天地理位置的優勢或是剛好地點位於該機場進場和離場之航空器必經的範圍內（例如：跑道的中心線沿伸範圍上或跑道頭或跑道邊），其主人將其頂樓改建成觀景台或整棟拆除後重新建造等皆有，但改建成賞機景點的私人住宅通常以咖啡廳或是景觀餐廳為主，民宅的主人亦可因為自宅成為賞機景點後所吸引來的人群而間接帶來其收入。
亦有一些賞機景點不是旅館或飯店，也不是私人住宅，而是綠地或是公園，某些離機場很近的地區其當地政府為了隔離機場環境的噪音問題而在機場四週設立大型公園或綠地，在某些交通方便的地區，這些大型公園綠地亦間接成為所謂的賞機景點，且由於這類型的賞機景點可以自由進出且無時間限制加上佔地廣闊等因素，時常能吸引不少民眾於平日或假日攜家帶眷前來遊玩兼賞機。
而某些所謂的賞機私房景點如同字面所示就是一般民眾不太知道的可供觀看航空器起降之賞機景點，通常一些機場附近的私房賞機景點都是飛機攝影愛好者自行探查後所發現的，也有一些是透過住於當地多年的居民所帶領發現的，而某些特定區域的私房賞機景點會隨著時間的流逝漸漸的變成乏人問津（例如：觀看視野日後因自然因素或新蓋建築而受限），但隨著機場週邊環境的開發等因素亦會出現新的私房賞機景點。

## 亞洲拍機聖地

### 臺灣
- 濱江街180巷：位於台北市松山區和中山區的交界處，因距離台北松山機場的西側10跑道頭很近，加上進場和離場之航道和本巷垂直交會，為全台北市最著名的賞機景點，有「飛機巷」之別號，也是大臺北地區早期著名的情侶約會地點，目前不論平日或假日賞機民眾皆絡繹不絕，亦為臺北地區許多婚紗攝影和模特外拍以及電影，新聞，連續劇等取景之常見場所。

- 松山機場觀景台：位於台北市松山區的台北松山機場國內線第二航廈的三樓頂，為松山機場本身自行建置的免費觀景台，於2011年11月9日啟用，整體設計參考日本大阪國際機場（伊丹機場）和東京國際機場（羽田機場）的觀景台架構，但因顧及國內民情及機場停機坪作業安全和降低噪音等等之考量，為半封閉式的景觀玻璃環境，對攝影者較不利。

- 奇跡咖飛場：位於桃園市大園區國際路二段，為私人民宅所改建的景觀咖啡，該地點亦是1998年華航大園空難的事故地（老闆亦為罹難者家屬之一），因位於桃園國際機場05L-23R跑道的左側加上咖啡館的實際營業區域和露天觀景座位區均位於三樓，視野非常好，可以完整的看到經由05L-23R跑道進行起降的各型民航機，因網際網路和旅遊美食部落格的普及，目前已經是桃園國際機場週邊賞機景點中最著名的觀景點。[4]

- 第三航廈：一樣位於桃園市大園區埔心，其地點亦是私人民宅所改建的景觀咖啡，其著名之程度與奇跡咖飛場不相上下，和奇跡咖飛場不同的地方在於它位在桃園國際機場另外一條06跑道（現今已改為05R-23L）的南側前端圍籬旁邊，因此就相對於航機進場的距離而言更為接近，亦能完整的觀看經由05R-23L跑道進行起飛和降落過程的各型民航機。[5]

- 老爸咖啡休閒農場：這是一間位於高雄小港國際機場跑道北側的大型露天簡餐咖啡廳，也是高雄小港機場跑道旁最早由私人自行設立的賞機景點。

- 台東機場：位於台東縣台東市豐年里的純民用機場，即台東航空站，一般俗稱豐年機場，其專屬觀景台並非建構於航站大樓內，而是在大樓的右側，位於一獨立建築物的頂端。

### 日本
- 東京國際機場：又稱羽田機場，位於日本東京都大田區，目前為日本地區最大規模的民用機場，於國內線和國際線航站大廈樓頂皆設置有專屬觀景台，因該機場聯外交通方便的因素，乃東京地區非常有名的賞機景點。

- 成田國際機場：原名新東京國際機場，位於日本千葉縣成田市，為日本地區最大的國際機場，其位於機場第一航廈和第二航廈皆有專屬的樓頂觀景台，和羽田機場同屬於東京民眾最常前往的賞機景點。

- 大阪國際機場：又稱伊丹機場，位於日本兵庫縣伊丹市和大阪府豐中市及池田市，在航站大廈樓頂亦設置有觀景台，採用完全無鐵絲網阻隔的全視野賞機環境，為日本機場中少數對賞機民眾和航空攝影者極為友善之賞機景點。

- 伊丹SKY PARK：位於伊丹機場的西側，是一座和伊丹機場跑道呈現平行設置的大型公園綠地，全長1500公尺，區分為九大區塊，於2008年正式開放，由於位置比機場跑道要高，因此可以完全把伊丹機場所有航空器的起降過程收入眼簾，也是目前日本關西地區超有名的機場賞機景點。

- 千里川土手：位於伊丹機場的跑道南側圍籬外的千里川河邊護岸旁，是一條單線普通路面的道路，該賞機景點屬性上類似台北松山機場的濱江街180巷皆是以極近之距離觀看飛機降落而聞名，可說是日本版的飛機巷。

### 香港
- 香港國際機場二號客運大樓的機場展望台 Skydeck: 位於香港國際機場二號客運大樓頂樓，連接航空探知館，成人門票HK$15，長者HK$10，兒童HK$7.5，可以360度觀看機場設施及跑道飛機升降。展望台亦免費提供望遠鏡，但無厠所、無飲食。（因二號客運大樓配合三跑道系統擴建，機場展望台已經在2019年11月28日正式關閉。）[6]
- 南環路:位於香港國際機場南跑道（07R/25L）旁邊可以近距離觀賞飛機升降。[7]
- 觀景山:位於香港新界赤鱲角南端。

### 中国大陆
- 北京市顺义区北京首都国际机场T3航站楼外面的西湖园（八卦台）（北京首都国际机场飞行区外部）
- 北京市朝阳区天竺休闲步道园（北京首都国际机场飞行区外部）
- 上海市闵行区上海虹桥国际机场T2航站楼观景台（已停用）（上海虹桥国际机场飞行区外部）
- 广州市白云区人和镇明星村、团结村（广州白云国际机场飞行区外部）
- 成都市双流区牧华路一段辅路，双流空港花田（成都双流国际机场飞行区外部）
- 武汉市黄陂区银鹰街，竹林村（武汉天河国际机场飞行区外部）
- 丽江市古城区七河镇北六村市场（丽江三义国际机场飞行区外部）
- 大连市甘井子区大连工业大学南门西侧的猫之茶咖啡馆（大连周水子国际机场飞行区外部）
- 南通市通州区兴东镇陶金西路（南通兴东国际机场飞行区外部）

## 美洲拍机圣地
- 加勒比海圣马丁岛

## 歐洲拍機聖地
- 克羅埃西亞薩格勒布機場
- 英國希斯路機場（Hatton Cross)